# جامبو (فيل)
جامبو (25 ديسمبر 1860 - 15 سبتمبر 1885) هو كان ذكر فيل أفريقي ولد في السودان، وتم تصديره إلى حديقة النباتات وهي حديقة حيوان تقع في باريس ومن ثم تم نقله في عام 1865 إلى حديقة حيوان لندن. على الرغم من الاحتجاجات تم بيعه إلى بي تي بارنوم الذي نقله إلى الولايات المتحدة في مارس 1882.